# یواس‌اس اوکانوگان (ای‌پی‌ای-۲۲۰)
یواس‌اس اوکانوگان (ای‌پی‌ای-۲۲۰) (به انگلیسی: USS Okanogan (APA-220)) یک کشتی بود که طول آن ۴۵۵ فوت (۱۳۹ متر) بود. این کشتی در سال ۱۹۴۴ ساخته شد.